# Национальная галерея Виктории
Национальная галерея Виктории (англ. National Gallery of Victoria, сокр. NGV) — художественная галерея, расположенная в Мельбурне, Австралия. Это старейшая, а также самая крупная художественная галерея в Австралии.
Открытие музея совпало с золотой лихорадкой в Виктории, Мельбурн стал самым крупным городом, а штат Виктория самым богатым штатом в Австралии.
В галерее представлены работы Джаннино Кастильони, Антониса Ван Дейка, Паоло Учелло, Питера Пауля Рубенса, Рембрандта, Джованни Баттиста Тьеполо, Паоло Веронезе, Доссо Досси, Клода Моне, Пабло Пикассо и других известных живописцев. Помимо картин, в галерее представлены артефакты древнего Египта, греческие вазы, историческая европейская керамика и множество других экспонатов, представляющих историческую и культурную ценность. Всего в галерее представлено более 65 тыс. экспонатов.

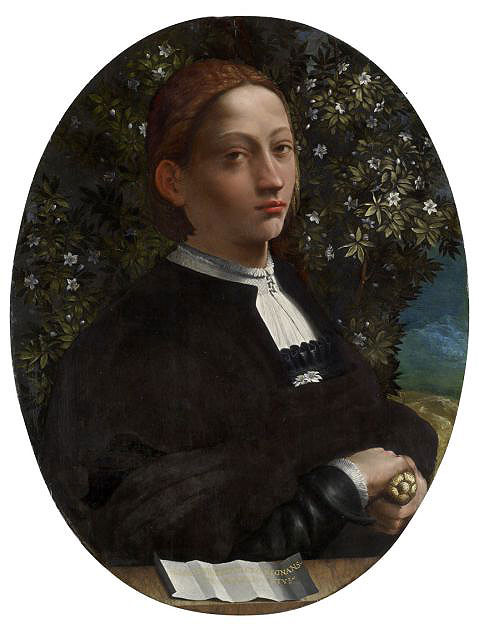
Доссо Досси Портрет Лукреции Борджиа, (1514—1516), Национальная галерея Виктории, Мельбурн.

В декабре 2003 года художественные фонды галереи были разделены на две крупных коллекции — Галерею Международного Искусства и Центр Яна Поттера. Первая была размещена в здании на Сэйнт-Килда, построенном в 1968 году по проекту Роя Граундса в самом центре городского культурного квартала. Центр Яна Поттера, в свою очередь, был размещен в здании на площади Федерации.
При галерее с 1867 года работала школа искусств (англ. National Gallery of Victoria Art School), которая до 1910 года являлась ведущей школой искусств в Австралии.

## Кража Пикассо
В 1986 году человек или группа людей, называющих себя «Австралийские культурные террористы» (англ. Australian cultural terrorists) выкрали из музея холст Пабло Пикассо — «Плачущая женщина». Похитители заявили что совершили преступление в знак протеста против программы распределения средств государственного бюджета, в котором было выделено недостаточно средств на развитие искусства. Картина была возвращена музею через камеру хранения на железнодорожном вокзале спустя неделю.